# 安東黑姑魚
安東黑姑魚為輻鰭魚綱鱸形目鱸亞目石首魚科的其中一種，分布於西印度洋區孟加拉灣海域，棲息深度16-64公尺，體長可達19.7公分，棲息在沿海。